# Kirchenmoschee St. Stephan

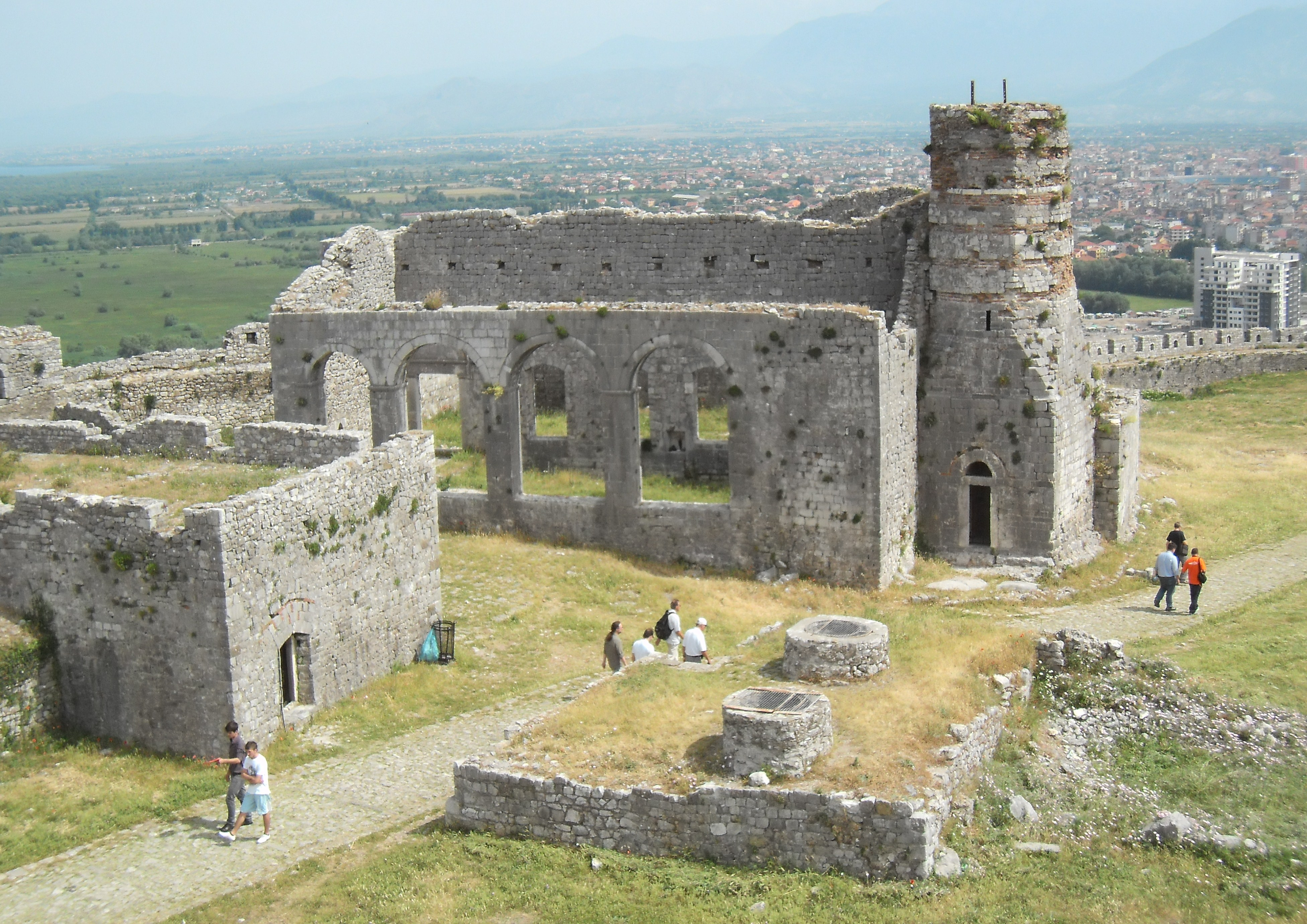
Südfassade der Ruinen der Kirchenmoschee

Die Kirchenmoschee Sankt Stephan (albanisch Kisha-xhami e Shën Stefanit) oder Fatih-Moschee ist ein als Ruine erhaltener Sakralbau auf dem Gelände der Burg Rozafa in Shkodra. Es handelt sich um den einzigen erhaltenen mittelalterlichen Kirchenbau in Shkodra.
Die genaue Entstehungszeit der Kathedrale St. Stephan ist nicht bekannt, vermutlich zu Ende des 13. oder zu Beginn des 14. Jahrhunderts erbaut. 1319 wurden Handwerker aus Ragusa nach Shkodra geschickt, um das Dach des Chors zu reparieren. Zur Bauzeit befand sich auf dem Burghügel neben einem kleinen Kastell eine unbefestigte Siedlung. Heute liegt der Bau im zweiten Burghof an der Nordwestseite der Festung nahe der Mauer. Nach der Eroberung Shkodras durch die Osmanen im Jahr 1479 wurde die Kirche sofort in eine Moschee umgewandelt, die nach Sultan Mehmed II. benannt wurde. Ein Minarett, von dem noch Reste erhalten sind, wurden hinzugefügt. Der Burghügel blieb noch für längere Zeit bewohnt.
Die Kirche war ein einschiffiger, langer Naos mit einer untypischen, beinahe quadratischen Apsis, getrennt durch eine weite Arkade. Die Wände waren aus kleinen, zugehauenen Quadern gemauert; Verschiedenheiten bei der Mauertechnik weisen auf zahlreiche Renovierungsarbeiten und Umbauten. Der romanisch-gotische Stil des Gebäudes ist typisch für die Zeit in Süd-Dalmatien und Nordwest-Albanien.

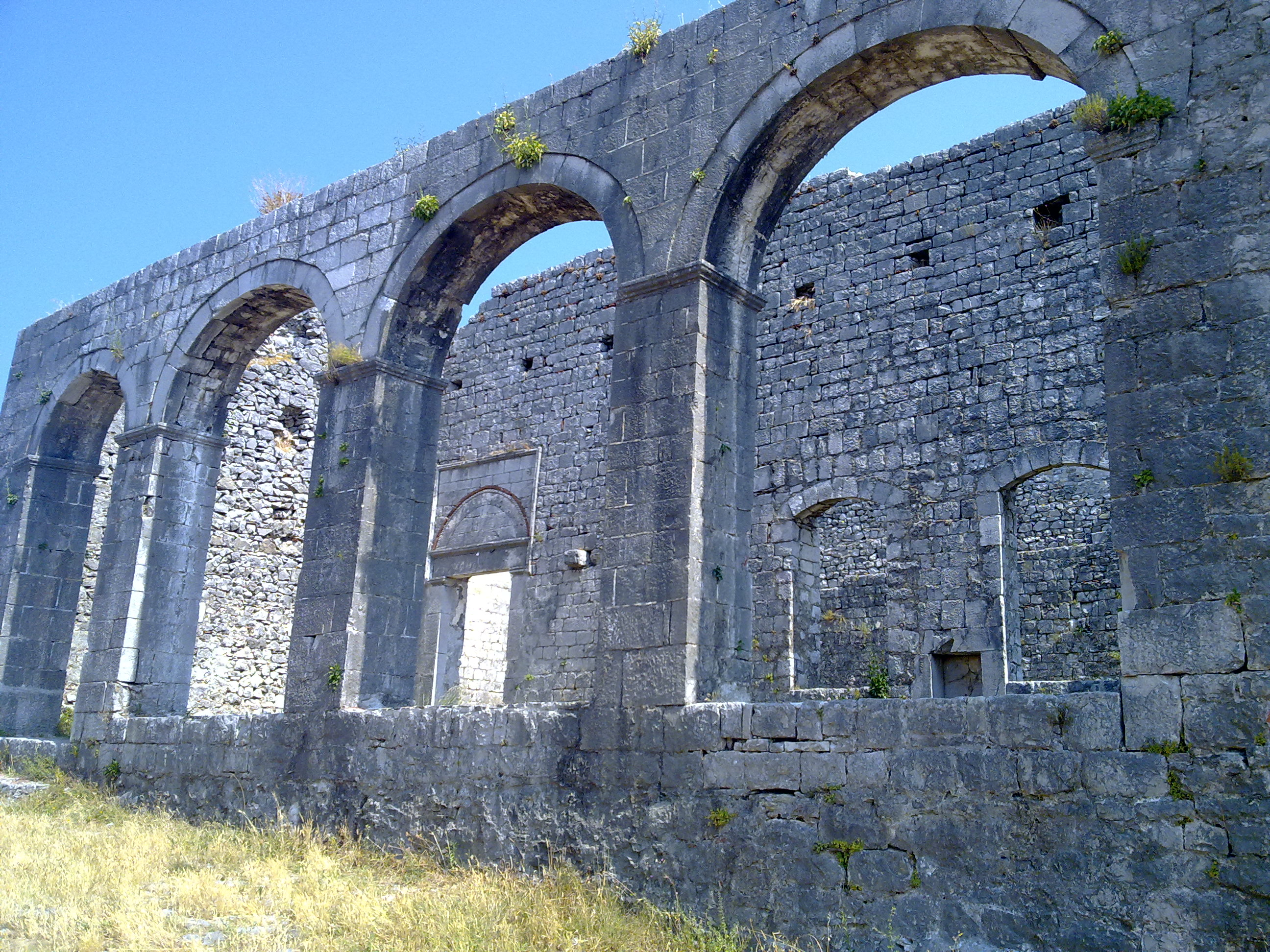
Reste der Vorhalle

Später wurde im Süden eine Vorhallen angebaut, die aus einem Eingangstor und drei Arkadenbögen besteht. Dabei wurden auch Fenster in die Südwand, die als einzige noch erhalten ist, eingebaut. Die Fenster haben eine Breite von 1,25 Metern und zwei Arkaden eine Breite von 1,34 Metern.
Unter den Osmanen wurde das Gebäude stark verändert, etwa die Verbindung zur Apsis zugemauert, nur Raum für die Mihrāb offenlassend. Die Position des neuen Minaretts verlangte, dass dieses nur durch eine Außentür bestiegen werden konnte. An der Westmauer finden sich Reste eines Dikka-Balkons.
1865 wurde im Stadtzentrum von Shkodra im Sinne eines Nachfolgebaus die Stephanskathedrale eröffnet.
Die Abhaltung von Gottesdiensten in der Ruine sowohl durch Christen als auch durch Muslime Anfang der 2000er Jahre entfachte in Shkodra vorübergehend einen religiösen Disput zwischen den Religionen.